# Pielgrzymka do źródła św. Izydora

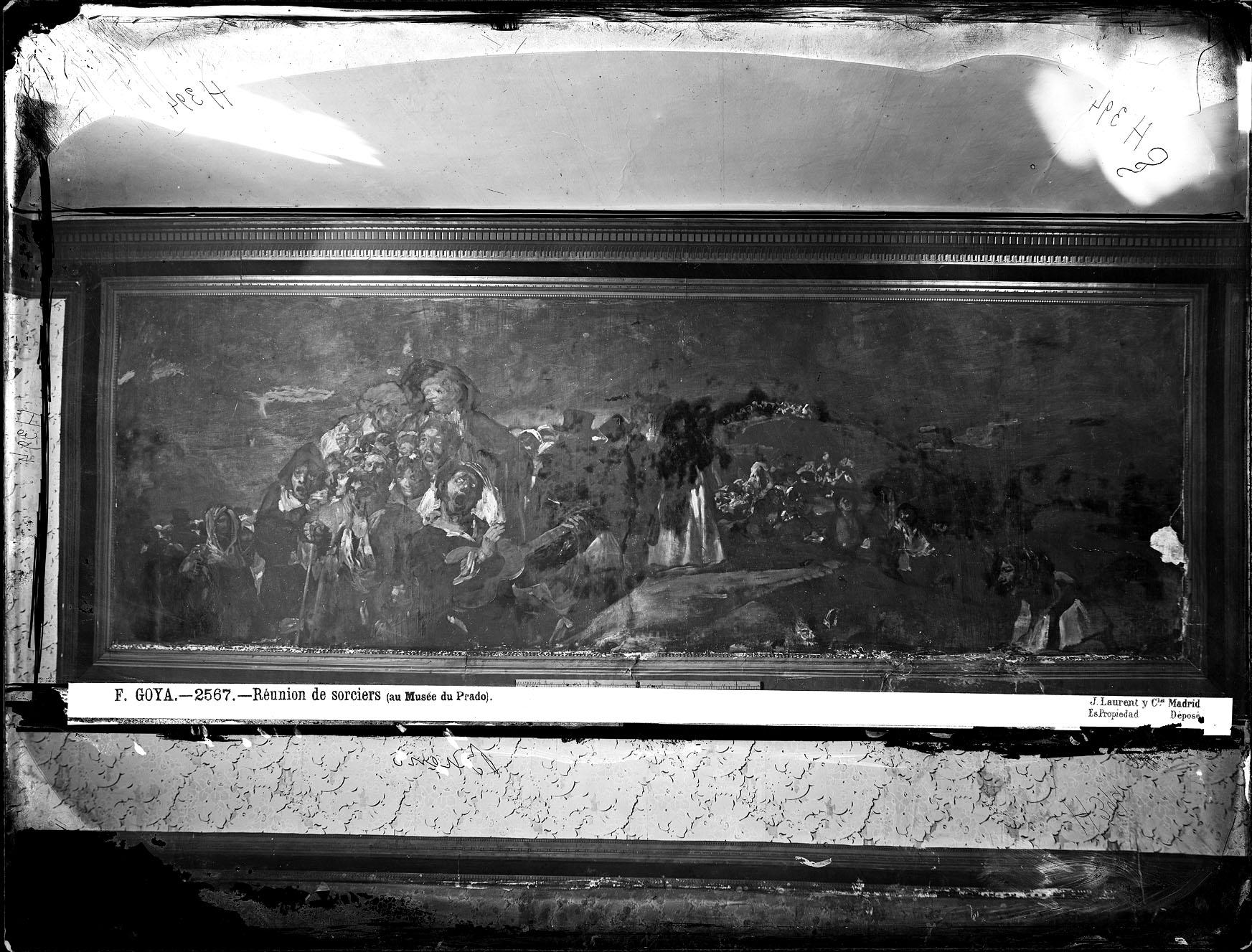
Pielgrzymka do źródła św. Izydora na zdjęciu wykonanym przez Jeana Laurenta w domu Goi ok. 1874 r., zanim obraz został przeniesiony na płótno

Pielgrzymka do źródła św. Izydora (hiszp. La romería de San Isidro) – malowidło ścienne hiszpańskiego malarza Francisco Goi.

## Okoliczności powstania
To dzieło należy do cyklu 14 czarnych obrazów – malowideł wykonanych przez Goyę na ścianach jego domu Quinta del Sordo w latach 1819-23. Zostały one sfotografowane przez Jeana Laurenta, a następnie przeniesione na płótna w latach 1874-78 przez malarza Salvadora Martíneza Cubellsa. Obecnie znajdują się w zbiorach Muzeum Prado. Goya wykonał ten szczególny cykl obrazów na kilka lat przed śmiercią. Wyrażają one jego lęk przed starością i samotnością, są również satyrą rodzaju ludzkiego i państwa hiszpańskiego.

## Analiza

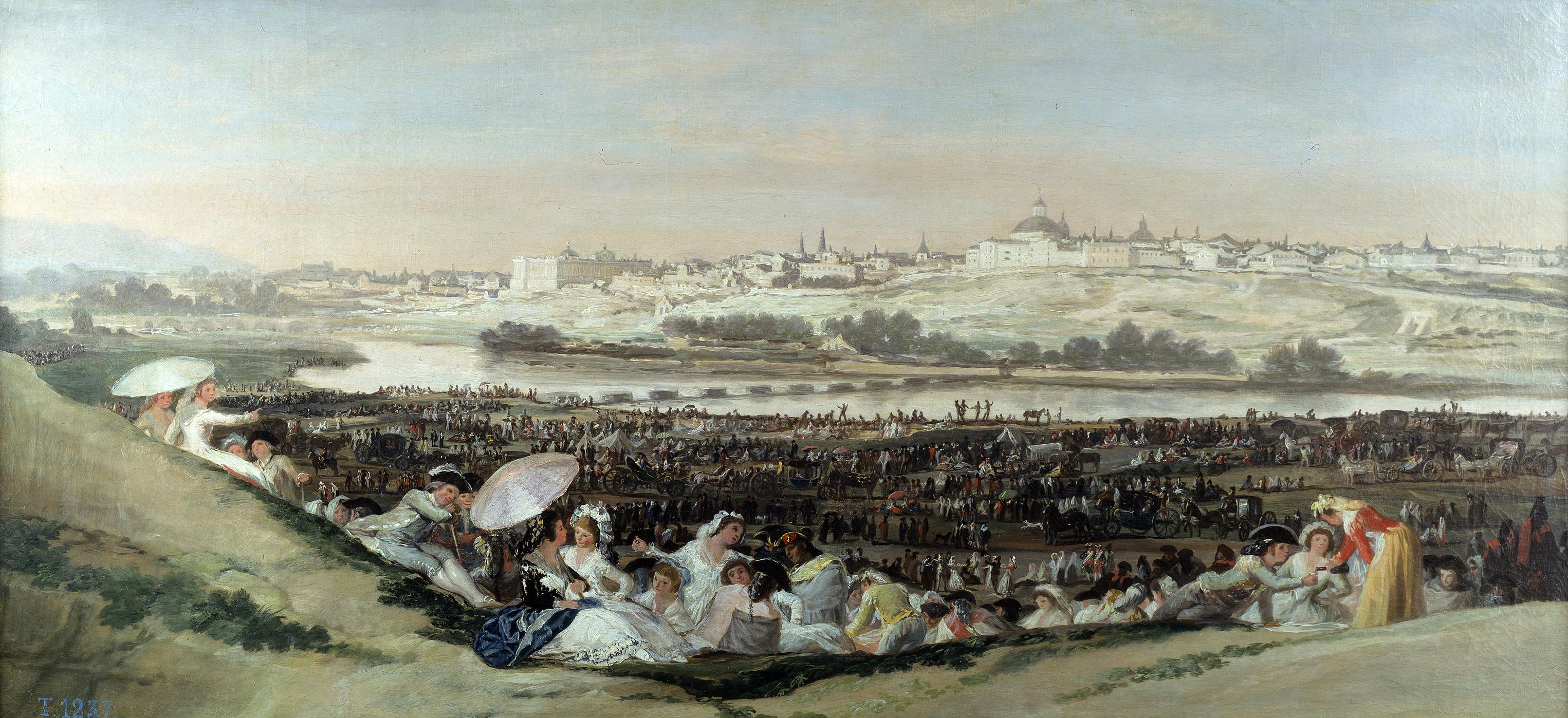
Łąka św. Izydora, obraz Goi z 1787 roku.

Goya nawiązuje do obchodów lokalnego madryckiego święta związanego z kultem św. Izydora. Na obrzeżach miasta nieopodal domu artysty znajdował się erem świętego i źródło, któremu przypisywano uzdrawiające właściwości. W dniu wspomnienia świętego mieszkańcy Madrytu tłumnie udawali się do eremu, a następnie na pobliską łąkę św. Izydora, gdzie razem świętowali. Był to szczególnie popularny temat w malarstwie hiszpańskim. Dawał okazję do przedstawienia różnych klas społecznych i lokalnych zwyczajów.
W 1787 roku Goya przedstawił ten zwyczaj na pogodnym obrazie Łąka św. Izydora. Ponad 40 lat później, kiedy malował czarne obrazy, jego wizja wspomnienia św. Izydora z sielanki zamieniła się w upiorną groteskę. Goya nie próbuje już ukazać zwyczajów związanych ze świętem. Przedstawia grupę pijanych osób, które nocą przemierzają łąkę prawdopodobnie udając się w kierunku eremu. Na pierwszym planie widać gitarzystę, za którym podąża rozśpiewana kompania. Ich twarze są przedstawione w sposób karykaturalny. Pojawiają się również postaci z różnych klas społecznych. Na pierwszym planie widzimy biednie ubranych ludzi, z tyłu widać cylindry i stroje zakonne. Zrównanie klas społecznych nawiązuje do rzymskiego święta Saturnalia. Typowe u Goi jest przedstawienie tłumu ludzi, który rozciąga się na obrazie i zanika powoli na horyzoncie.
Tak jak w przypadku innych czarnych malowideł paleta barw jest bardzo ograniczona, dominuje czerń, ochra, brąz i odcienie szarości. To dzieło, podobnie jak cała seria, zawiera elementy właściwe dla XX-wiecznego ekspresjonizmu.